# Bible Coverdale
La Bible Coverdale, compilée par Myles Coverdale et publiée en 1535, est la première traduction de la Bible complète en anglais moderne naissant, et la première Bible anglaise complète à être imprimée. Les éditions suivantes (in-folio et in-quarto), publiées en 1537, sont les premières Bibles complètes imprimées en Angleterre. L'édition in-folio de 1537 était munie de la licence royale et fut donc la première traduction de la Bible en anglais à être approuvée par les autorités. Le Psautier de la Bible Coverdale a été inclus dans le livre de prière commune des églises anglicanes et épiscopaliennes à partir de 1662 et jusqu'en 1979. 

## Historique
Le lieu de publication de l'édition de 1535 a été longtemps contesté. Les historiens supposaient que l'imprimeur devait être Froschover à Zurich ou Cervicornus et Soter (à Cologne ou à Marbourg). Mais les découvertes de Guido Latré ont permis, en 1997, d'identifier l'imprimeur de la Bible Coverdale avec certitude : il s'agit de Merten de Keyser, à Anvers. La publication a été financée d'une part par Jacobus van Meteren, à Anvers, dont la belle-sœur, Adriana de Weyden, avait épousé John Rogers, et d'autre part par Leonard Ortels († 1539), neveu de Jacobus van Meteren et père du célèbre géographe et cartographe humaniste Abraham Ortelius (1527-1598). 
Bien que Coverdale ait également participé à la préparation de la Grande Bible de 1539, la Bible Coverdale a continué à être réimprimée. La dernière des plus de 20 éditions de cette Bible date de 1553. 

## Traduction
Myles Coverdale s'est appuyé, pour sa traduction du Nouveau Testament, sur la traduction de William Tyndale. Pour l'Ancien Testament, il a utilisé le Pentateuque publié par Tyndale et peut-être sa traduction du livre de Jonas. Il n'a apparemment fait usage d'aucune autre partie non publiée de l'Ancien Testament de Tyndale, mais il a traduit lui-même les livres restants de l'Ancien Testament et les apocryphes. Comme il n'avait qu'un niveau de connaissance intermédiaire de l'hébreu, de l'araméen et du grec, il a travaillé principalement à partir de Bibles allemandes : la Bible de Luther et la Bible de Zurich d'Huldrych Zwingli et Leo Jud, et de sources latines, y compris la Vulgate . 

## Anecdote: laBug Bible
La Bible Coverdale de 1535 a été baptisée la Bug Bible parce que le début du cinquième verset du Psaume 91 se lisait : "Thou shall not nede to be afrayed for eny bugges by night", ce qui peut se traduire "Tu n'auras pas à t'effrayer des insectes la nuit". Il est possible que ce terme soit une reprise du mot moyen-anglais bugge  qui signifiait "spectre" ou fantôme et qui a donné le mot boggart en anglais moderne (désignant des nains malfaisants qui visitent les maisons la nuit et traduit par "épouvantard" dans les aventures de Harry Potter). La Geneva Bible remplacera ce mot par le mot "feare" et la Bible du roi Jacques par le mot "terror". Coverdale lui-même le remplace  par "terrour" dans la Great Bible de 1539. Le verset se lit comme suit en français : "Tu ne craindras ni les terreurs de la nuit, ni la flèche qui vole de jour,"

## Voir également
- Bible Tyndale
- Grande Bible
- Traductions de la Bible en anglais